# La Côte-aux-Fées
La Côte-aux-Fées es una comuna suiza del cantón de Neuchâtel, situada en el distrito de Val-de-Travers. Limita al norte con la comuna de Les Verrières, al este con Val-de-Travers, al sur con Sainte-Croix (VD), y al oeste con Les Fourgs (FRA-25) y Verrières-de-Joux (FRA-25).